# Kikuyu (Ort)
Kikuyu ist eine Stadt in Kenia, die etwa 20 Kilometer westlich der Hauptstadt Nairobi liegt. Sie hatte 2019 ca. 324.000 Einwohner.
Sie entstand aus dem Fort, das 1891 von Major Eric Smith, einem britischen Offizier, in der Nähe von Dagoretti gegründet wurde. Das Fort lag an der Karawanenroute von Mombasa nach Uganda und sollte in erster Linie der Versorgung der zahlreichen Karawanen der Imperial British East Africa Company dienen. Bis zum Ende der Kolonialzeit hieß Kikuyu daher auch Fort Smith.
Kikuyu ist Sitz der berühmten Alliance High School, die bedeutende Personen besucht haben, beispielsweise der Schriftsteller Ngũgĩ wa Thiong’o.